# حزب مارکسیست ارمنستان
حزب مارکسیست ارمنستان (ارمنی: Հայաստանի մարքսիստական կուսակցություն؛ Hayastani Marksistakan Kusaktsutiun) که در زبان ارمنی «هایاستانی مارکسیستاکان کوساکتسوتیو» نامیده می‌شود؛ از جمله احزاب چپ ارمنی است که در سال ۱۹۹۷ میلادی بنیان نهاده شده است. هر چند حزب مارکسیست ارمنستان معتقد است پیشینه حزب بسیار طولانی است و به اواخر قرن نوزدهم میلادی بازمی‌گردد که طی آن حزب مارکسیست توسط جلال‌اوغلی در ۲۰ اوت سال ۱۸۸۹ میلادی تشکیل گردید.
رهبری این حزب را داویت هاکوبیان برعهده داشت. حضور حزب مارکسیست در صحنه سیاسی ارمنستان در فاصله سال‌های ۱۹۹۷ تا ۲۰۰۲ نسبتاً کم رنگ بود و حزب در هیچ یم از انتخابات پارلمانی و ریاست جمهوری شرکت نکرد اما در انتخابات پارلمانی و ریاست جمهوری سال ۲۰۰۳ میلادی در ائتلاف با اتحادیهٔ کمونیست‌های ارمنستان، بلوک سیاسی تحت عنوان «ارمنستان آزاد و عادل» را تشکیل داد